# Quiloño
Quiloño (Samiguel de Quiloñu en asturiano y oficialmente) es una parroquia del concejo de Castrillón, en el Principado de Asturias (España). Alberga una población de 915 habitantes (INE 2009) en 422 viviendas. Ocupa una extensión de 11,70 km².
Está situada en la zona central del concejo. Limita al norte con las parroquias de Santiago del Monte y Laspra; al este, con el concejo de Avilés; al sur la parroquia de Pillarno; y al oeste, con el concejo de Soto del Barco.
Destaca la iglesia parroquial de San Miguel, con espadaña, que data del siglo XVIII, y la capilla del Cristo, en Las Bárzanas, también del siglo XVIII.

## Poblaciones
Según el nomenclátor de 2009 la parroquia está formada por las poblaciones de:
- Las Bárzanas (pueblo): 164 habitantes
- La Braña (pueblo): 129 habitantes.
- El Castro (El Castru, oficialmente, en asturiano[1]) (lugar): 196 habitantes.
- Las Coruxas (Las Curuxas) (lugar): 1 habitante.
- Llodares (pueblo): 73 habitantes.
- Peñarrey (Peñarréi) (pueblo): 27 habitantes.
- La Peruyera (lugar): 14 habitantes.
- La Plata (pueblo): 79 habitantes.
- La Quiona (lugar): deshabitado.
- La Ramera de Abajo (La Ramera de Baxu) (aldea): 59 habitantes.
- San Miguel de Quiloño (Samiguel) (pueblo): 166 habitantes.
- El Ventorrillo (El Ventorrillu) (lugar): 7 habitantes.
- Ferralgo (Ferralgu) (pueblo): 11 habitantes.